# Eryngium duriberum
Eryngium duriberum là một loài thực vật có hoa trong họ Hoa tán. Loài này được Sennen & Pau mô tả khoa học đầu tiên năm 1906.